# Bas de Leede
Bastiaan Franciscus Wilhelmus de Leede (nacido el 15 de noviembre de 1999) es un jugador de críquet holandés.

## Carrera profesional
Leede hizo su debut en el T20 con Holanda contra Irlanda el 12 de junio de 2018.
El 1 de agosto de 2018, hizo su debut en One Day International con Holanda contra Nepal.